# Miquel Barceló i Perelló
Miquel Barceló i Perelló (Felanich, Baleares, 27 de enero de 1939-ibidem, 23 de noviembre de 2013) fue un historiador y escritor español especializado en las sociedades andalusíes y en su «destrucción». No en vano se le había denominado «historiador de exterminios». Fue catedrático de Historia Medieval en la Universidad Autónoma de Barcelona. Cultivó varios registros (investigación académica, traducción, artículos periodísticos, narrativa y poesía), tanto en castellano como en catalán.

## Biografía
Estudió en Felanich, donde coincidió con el escritor Miquel Bauçà. A finales de la década de 1950 se trasladó a Barcelona, donde estudió Filología Románica al tiempo que trataba de convertirse en escritor. En Barcelona conoció a Jaime Gil de Biedma y Carlos Barral, y frecuentó a los miembros de la generación del 50. Publicó en 1958 Així sia. Elegies irremeiables. Escribió otro poemario, que no llegó a publicar.
Durante la década de 1960 fue profesor universitario, primero en el Reino Unido y después en Estados Unidos, donde fue profesor de español y de literatura española en la New York University, la Hunter College y la del Estado de Nueva York en Stony Brook. En 1970 volvió a España cuando se le detectó un cáncer de garganta, y se estableció en Barcelona, donde empezó a trabajar y siguió investigando, de la mano de Martín de Riquer, como profesor de la Universidad Autónoma de Barcelona. Se doctoró en la Universidad de Valencia, interesándose principalmente por los legados arabo-bereberes en al-Ándalus, que fueron los temas de sus primeros trabajos de investigación. Fue en esta universidad donde el historiador Joan Reglà le animó para dedicarse a investigar la conquista musulmana de España. En 1988 consiguió una plaza de catedrático de Historia Medieval en dicha universidad.
A través de Encarnación Viñas, mujer del poeta Josep Maria Llompart, trabó contacto con la cultura de Cataluña, y a finales de la década de 1950, cuando estudió Filología Románica en Barcelona, fue alumno de profesores como José Manuel Blecua, Martín de Riquer y Antoni Badia i Margarit. Estuvo vinculado desde los inicios a la revista de historia L'Avenç.
Fue un gran experto en la sociedad andalusí, y su destrucción como consecuencia de la «reconquista» cristiana. También dedicó una atención especial a la arqueología medieval, y a los sistemas hidráulicos de las sociedades andalusíes, con prospecciones en las Baleares, Andalucía y Yemen. En palabras de Magdalena Riera, arqueóloga municipal de Palma de Mallorca, Barceló «fue el primer renovador en España de la metodología y la manera de estudiar la historia de Al-Ándalus [..] por ejemplo, la introducción de la arqueología hidráulica, que prácticamente se la inventó él». Con Arqueología medieval en las afueras del "medievalismo" (1988) inició una serie de libros que recogen sus estudios sobre arqueología hidráulica. Según Riera, es «un libro que [..] sigue siendo el abc del arqueólogo medievalista».
Además, reflexionó sobre el exterminio de sociedades no europeas, en artículos en L'Avenç, L'Espill y en Faventia, así como en el prólogo a una edición en catalán de Bartolomé de Las Casas (2008). Contribuyó también a Notícia nova de Catalunya con un texto sobre Jaume Vicens Vives y sobre Ferran Soldevila. En los últimos años reunió en un solo volumen sus artículos periodísticos (El país llamado deseo, Ensiola, 2006). El escritor Guillem Frontera  definió esta obra como «artículos a la altura de los mejores autores de España, una obra periodística inteligente en vías de extinción». Publicó dos libros de narrativa breve, El terme de Manacor (Ensiola, 2007) y Trenc d'alba (La Magrana, 2009), con un trasfondo biográfico.
Barceló era amigo de otros intelectuales y artistas. Fue el responsable del texto introductorio de la exposición de 2010 en Aviñón de su paisano, el artista Miquel Barceló: Miquel Barceló segons Miquel Barceló, «una de las mejores notas biográficas que le habían hecho al pintor según sus propias palabras», según el periodista Andreu Manresa, también amigo del historiador. También había compartido con su paisano y con el escritor Miquel Bauçà otro proyecto MB, que incluía textos suyos y de Bauçà, así como pinturas del artista de Felanich. También tuvo amistad con Maria del Mar Bonet, a la que animó a que musicara las Cobles de la divisió del Regne de Mallorca en su disco "Raixa" (2006).
Su último trabajo fue «la excavación de un episodio escrito». Se trató del hallazgo de una cueva refugio en las inmediaciones de Artá en la que se encontraban los restos dejados por los últimos musulmanes libres de la isla, fugitivos de las fuerzas de ocupación de Jaime el Conquistador, que se llevaron con ellos las llaves de sus casas. Este hallazgo permitió considerar como cierto uno de los sucesos relatados en el Llibre dels fets del rey Jaime, un texto que Barceló consideraba el primer libro de memorias de Europa.
Se casó con la investigadora Reis Fontanals, con la que tuvo dos hijas. Posteriormente se casó con la profesora Helena Kirchner. Tras jubilarse, se estableció en Porto Colom, en Felanich. Allí falleció el 23 de noviembre de 2013, como consecuencia de la enfermedad contra la que luchaba desde hacía cuatro décadas.

## Obra
En su obra se incluyen tanto trabajos académicos como obras literarias:
- Així sia. Elegies irremeiables, Moll (1957), poemario,[1]
- Sobre Mayûrqa, Publicaciones del Museo de Mallorca (1984), una antología de artículos sobre el pasado islámico de Mallorca,[4][1]
- Les aigües cercades. Els qanāt(s) de l'Illa de Mallorca (con M.A. Carbonero, R. Martí y G. Roselló-Bordoy), Institut d'Estudis Baleàrics (1986),[1]
- Arqueología medieval en las afueras del "medievalismo", Crítica (1988),[3]
- El agua que no duerme: fundamentos de la arqueología hidráulica andalusí (con Helena Kirchner y Carmen Navarro), Fundación El legado andalusí (1996),
- El sol que salió por Occidente: estudios sobre el Estado omeya en al-Andalus, Universidad de Jaén (1997),[3]
- Terra de Falanis: Felanitx quan no ho era: assentaments andalussins al territori de Felanitx (con Helena Kirchner), Ayuntamiento de Felanich (1995),
- Musulmans i Catalunya (con Xavier Ballestín, Helena Kirchner y Fèlix Retamero), Empúries (1999),
- Una memoria singular y persistente, Universidad de Granada, (2004),[2]
- Els barrancs tancats: l'ordre pagès al sud de Menorca en època andalusina (segles X-XIII) (con Fèlix Retamero), Institut Menorquí d'Estudis (2005),
- El país llamado deseo, Ensiola (2006),[9] compilación de los artículos y crónicas publicados en El País entre 1996 y 2005,
- El terme de Manacor, Ensiola (2007), libro de narraciones breves en catalán,[3]
- Trenc d'alba, La Magrana (2009), libro de narraciones breves en catalán.[3]
- Estudios sobre el estado omeya de al-Andalus, Publicacions Universitat de Valencia (2010).[2]

También llevó a cabo traducciones, tanto al castellano como al catalán:
- La vida, Planeta (1984), traducción al castellano de las memorias del artista florentino del siglo XVI Benvenuto Cellini.[1]
- Una avançada del progrés, Ensiola (2005), traducción al catalán de la obra de Joseph Conrad An outpost of progress (Un puesto avanzado del progreso)